# Герб комуни Бурлев
Герб комуни Бурлев (швед. Burlöv kommunvapen) — символ шведської адміністративно-територіальної одиниці місцевого самоврядування комуни Бурлев. 

## Історія
Герб ландскомуни Бурлев було розроблено і прийнято 1959 року. У 1974 році після адміністративно-територіальної реформи цей герб перереєстрували.

## Опис (блазон)
У червоному полі срібний цукровий буряк із двома золотими листками, над ним — срібна п'ятипроменева зірка.

## Зміст
Цукровий буряк символізує найбільший у Швеції цукровий завод. Зірка означає народний університет Вілян (Folkhögskolan Hvilan) і походить з його емблеми.